# Юрки Катайнен
Юрки Тапани Катайнен (на фински: Jyrki Tapani Katainen) е финландски политик, министър-председател на Финландия от 22 юни 2011 до 24 юни 2014 г.

## Биография

### Ранен живот и образование
Юрки Катайнен е роден на 14 октомври 1971 година в град Сийлинжарви, Финландия.

#### Политическа кариера
Политическата му кариера започва в родния му град, където през 1993 година е избран за градски съветник. През 1999 година е избран за народен представител от района на Северна Савония, Финландия. От 2001 година Катайнен е вице-председател на Националната коалиция (Kokoomus), а през 2004 година става неин лидер. В периода от 2003 до 2006 година е заместник-председател на Европейската партия на хората (ЕЕР). През 2007 година партията, на която Юрки Катайнен е лидер, печели парламентарните избори и излиза на второ място след Партията на социалните демократи.